# کاروانسرای کوه نمک
کاروانسرای کوه نمک مربوط به دوره سلجوقی است و در شهرستان جعفرآباد، بخش مرکزی، کیلومتر ۱۵ جاده جعفریه واقع شده است. این اثر درتاریخ ۲۳ بهمن ۱۳۸۰ با شمارهٔ ثبت ۴۷۷۲ به عنوان یکی از آثار ملی ایران به ثبت رسیده است.
پلان این کاروانسرا از نوع چهار ایوانی است. اضلاع این کاروان سرای مربع، حدود ۶۰ متر است؛ در میان هر یک از اضلاع، ایوانی با یک فرو رفتگی محراب قرار دارد که حجره های کوچک در کنار آن واقع است؛ همچنین مصالح اصلی ساختمانی در دیواره ها، سنگ و در پوشش سقف آجری است.